# Ховард, Байрон
Байрон П. Ховард (англ. Byron P. Howard) (род. 26 декабря 1968) — американский аниматор японского происхождения, дизайнер персонажей, художник по сюжету, кинорежиссёр, кинопродюсер и сценарист. Он наиболее известен как режиссёр мультфильмов Walt Disney Animation Studios: «Вольт» (2008), «Рапунцель: Запутанная история» (2010), «Зверополис» (2016), и «Энканто» (2021).

## Ранняя жизнь и образование
Байрон Ховард родился в Мисаве, Япония, и вырос на окраинах Филадельфии и Иссакуа, Вашингтон, США, в семье среднего класса. Он учился в Колледже Вечнозелёного штата в Олимпии, штат Вашингтон.

## Карьера
Байрон Ховард начал свою карьеру в Disney в 1994 году, работая аниматором в таких мультфильмах, как «Покахонтас», «Мулан», «Лило и Стич» и «Братец медвежонок». Он был номинирован на премию «Энни» за лучшую анимацию персонажей в анимационном полнометражном фильме за „Братца медвежонока“.
Первым фильмом, который снял Ховард, был анимационный фильм Disney «Вольт», который был номинирован на премию «Оскар» за лучший анимационный полнометражный фильм и премию «Золотой глобус» за лучший анимационный полнометражный фильм. В роли сорежиссёра мультфильма с Крисом Уильямсом Ховард сосредоточился на дизайне персонажей и анимации. Ховард стал режиссёром других мультфильмов Disney „Рапунцель: Запутанная история“, который был номинирован на премию „Золотой глобус“ за лучший анимационный полнометражный фильм (2010, совместно с Нэйтаном Грено) и „Зверополис“, который выиграл премию „Оскар“ за лучший анимационный полнометражный фильм и премию „Золотой глобус“ за лучший анимационный полнометражный фильм (2016, совместно с Ричем Муром) Ховард и Мур также выиграли премию „Энни“ за лучшую режиссуру в анимационном полнометражном фильме. Ховард и Грено также были сорежиссёрами и сосценаристами короткометражного мультфильма „Рапунцель: Счастлива навсегда“, в котором представлены второстепенные персонажи из „Рапунцель: Запутанная история“ и который был показан в кинотеатрах перед переизданием мультфильма „Красавица и Чудовище“ в 3D в 2012 году.
В ноябре 2016 года Ховард начал работать с Лин-Мануэлем Мирандой над оригинальным мультфильмом. Ховард стал сорежиссёром мультфильма под названием «Энканто» вместе с сорежиссёром «Зверополиса» Джаредом Бушем и Чариз Кастро Смит, а Миранда напишет песни для мультфильма, в котором рассказывается о девушке из волшебной колумбийской семьи, которой самой не хватает магии. За «Энканто» Ховард в четвёртый раз был номинирован на премию «Золотой глобус» за лучший анимационный полнометражный фильм и во второй раз её выиграл и в второй раз был номинирован на премию «Энни» за лучшую режиссуру в анимационном полнометражном фильме.
В 2009 году Ховард стал членом Академии кинематографических искусств и наук.

## Личная жизнь
В документальном фильме Fusion «Imagining Zootopia» (с англ. — «Воображая «Зверополис»») Байрон Ховард упомянул, что он открытый гей и состоит в браке с 1988 года.

## Фильмография

### Полнометражные фильмы
| Год  | Название                      | Режиссёр | Сценарист | Аниматор    | Исполнительный продюсер | Другое | Озвучивание                 | Заметки                                                  |
| ---- | ----------------------------- | -------- | --------- | ----------- | ----------------------- | ------ | --------------------------- | -------------------------------------------------------- |
| 1995 | Покахонтас                    | Нет      | Нет       | Нет         | Нет                     | Да     |                             | Посредник: Покахонтас                                    |
| 1998 | Мулан                         | Нет      | Нет       | Да          | Нет                     | Нет    |                             | Аниматор: Яо и предки семьи Фа                           |
| 2002 | Лило и Стич                   | Нет      | Нет       | Руководящий | Нет                     | Да     |                             | Руководящий Аниматор: Кобра Бабочка Дизайнер персонажей  |
| 2003 | Братец медвежонок             | Нет      | Нет       | Руководящий | Нет                     | Нет    |                             | Руководящий Аниматор: Кенай — Медведь Кенай              |
| 2005 | Цыплёнок Цыпа                 | Нет      | Нет       | Нет         | Нет                     | Да     |                             | Дополнительный художник по сюжету                        |
| 2008 | Вольт                         | Да       | Нет       | Нет         | Нет                     | Да     |                             | Дополнительный сценарный материал                        |
| 2009 | Принцесса и лягушка           | Нет      | Нет       | Нет         | Нет                     | Нет    |                             | Disney Story Trust — не указан                           |
| 2010 | Рапунцель: Запутанная история | Да       | Нет       | Нет         | Нет                     | Да     | Охранник #2/Убийца #2       | Disney Story Trust — не указан                           |
| 2011 | Медвежонок Винни и его друзья | Нет      | Нет       | Нет         | Нет                     | Нет    |                             | Disney Story Trust — не указан                           |
| 2012 | Ральф                         | Нет      | Нет       | Нет         | Нет                     | Да     |                             | Дополнительная визуальная разработка                     |
| 2013 | Холодное сердце               | Нет      | Нет       | Нет         | Нет                     | Нет    |                             | Disney Story Trust — не указан                           |
| 2014 | Город героев                  | Нет      | Нет       | Нет         | Нет                     | Да     |                             | Креативное руководство                                   |
| 2016 | Зверополис                    | Да       | Сюжет     | Нет         | Нет                     | Да     | Бакки Орикс-Антелсон/Трейси | Художник визуальной разработки Креативное руководство    |
| 2016 | Моана                         | Нет      | Нет       | Нет         | Нет                     | Да     |                             | Креативное руководство                                   |
| 2018 | Ральф против интернета        | Нет      | Нет       | Нет         | Нет                     | Да     |                             | Креативное руководство                                   |
| 2019 | Холодное сердце 2             | Нет      | Нет       | Нет         | Да                      | Да     |                             | Креативное руководство                                   |
| 2021 | Райя и последний дракон       | Нет      | Нет       | Нет         | Нет                     | Да     |                             | Дополнительный сюжет, Студийное и Креативное руководство |
| 2021 | Энканто                       | Да       | Сюжет     | Нет         | Нет                     | Да     |                             | Креативное руководство                                   |
| 2022 | Странный мир                  | Нет      | Нет       | Нет         | Нет                     | Да     |                             | Креативное руководство                                   |

#### Короткометражные фильмы
| Год  | Название                      | Режиссёр | Сценарист | Аниматор    | Исполнительный продюсер | Другое | Озвучивание |
| ---- | ----------------------------- | -------- | --------- | ----------- | ----------------------- | ------ | ----------- |
| 2000 | Джон Генри                    | Нет      | Нет       | Руководящий | Нет                     | Нет    |             |
| 2009 | Супер Рино                    | Нет      | Нет       | Нет         | Да                      | Нет    |             |
| 2012 | Рапунцель: Счастлива навсегда | Да       | Да        | Нет         | Нет                     | Да     | Шеф-повар   |

## Награды
Премия «Энни»
- 2004 — Номинация: Премия «Энни» за лучшую анимацию персонажей в анимационном полнометражном фильме[англ.] за мультфильм «Братец медвежонок»[19]
- 2017 — Победа: Премия «Энни» за лучшую режиссуру в анимационном полнометражном фильме за мультфильм «Зверополис»[20][21]
- 2022 — Номинация: Премия «Энни» за лучшую режиссуру в анимационном полнометражном фильме за мультфильм «Энканто»

Премия «Золотой глобус»
- 2008 — Номинация: Премия «Золотой глобус» за лучший анимационный полнометражный фильм за мультфильм «Вольт»
- 2010 — Номинация: Премия «Золотой глобус» за лучший анимационный полнометражный фильм за мультфильм «Рапунцель: Запутанная история»[22]
- 2017 — Победа: Премия «Золотой глобус» за лучший анимационный полнометражный фильм за мультфильм «Зверополис»
- 2022 — Победа: Премия «Золотой глобус» за лучший анимационный полнометражный фильм за мультфильм «Энканто»

Премия «Оскар»
- 2008 — Номинация: Премия «Оскар» за лучший анимационный полнометражный фильм за мультфильм «Вольт»
- 2017 — Победа: Премия «Оскар» за лучший анимационный полнометражный фильм за мультфильм «Зверополис»[23]
- 2022 — Победа: Премия «Оскар» за лучший анимационный полнометражный фильм за мультфильм «Энканто»